# 吉村卓也
吉村 卓也（よしむら たくや、1990年2月4日 - ）は、日本の俳優・脚本家。広島県出身。広陵高等学校出身。愛称は「よしたく」。

## 来歴・人物
- 2007年9月17日「アミューズ30周年記念オーディション」で応募者65368人の中からファイナリスト31人の中に残るも最終審査で落選。しかし審査員特別賞を受賞し[1]、アミューズの所属が決定した。
- 2021年3月31日をもって13年間所属していたアミューズを退所。
- 2021年7月1日 吉村卓也 オフィシャルサイト／Takuya Yoshimura Official Siteを開設[3]。現在フリーランスとして活動している。
- 好きな食べ物はホッケ。嫌いな食べ物はレーズン。
- 趣味は筋トレ。特技は野球、バスケットボール、アクロバット[4]。野球は小学4年生からやっている。手先が器用で、イラストも得意。オフィシャルグッズのイラストも手掛けている。
- かつて、同事務所所属で同期の伊藤直人と伊村製作所というお笑いコンビを組んでいた[1]（2015年2月19日結成、2017年12月31日解散[5]）。

## 出演

### テレビ

#### ドラマ
- イノセント・ラヴ（2008年、フジテレビ） - 荻野 役
- 東京DOGS（2009年、フジテレビ） - 中谷祥太 役
- 満福少女ドラゴネット（2010年7月、テレビ神奈川） - 蒲生茂 役
- 農ドル!（2010年9月23日、NHK） - 錦織誠一 役
- 美咲ナンバーワン!!（2011年1月 - 3月、日本テレビ） - 渡辺卓也 役
- ドラマ特別企画・悪女について（2012年4月30日、TBS） - 鈴木義輝 役
- フジテレビ土曜プレミアム「ガリレオXX 内海薫最後の事件 愚弄ぶ」（2013年6月22日）
- とんび 第7話（2013年2月24日、TBS） ｰ スキー場の客 役
- 科捜研の女 第13シリーズ 第3話（2013年10月31日、テレビ朝日） - 笠木修介 役
- チキンレース（2013年11月10日、WOWOW） - コージ役
- 花咲舞が黙ってない 第4話（2014年5月7日、日本テレビ） - 光岡久志 役
- ほっとけない魔女たち 第27話・第29話（2014年10月7日・9日、東海テレビ） - 神崎拓馬（佐野和真）の替え玉 役
- マザー・ゲーム〜彼女たちの階級〜 第3話・第8話（2015年4月28日・6月2日、TBS）
- 仮面ライダービルド（2017年12月24日 - 2018年8月26日、テレビ朝日） - 黄羽（三原聖吉） / オウルハードスマッシュ / オウルハザードスマッシュ / オウルロストスマッシュ（声） 役
- 炎上弁護人 第2話（2018年12月15日、NHK） - 中川保 役
- 栄子と直美のワーキングブルース「いいね！がつかない保育士の恋」（2019年2月24日、日本テレビ） - 永井健一 役
- 東京独身男子 第3話（2019年5月4日、テレビ朝日）
- ランウェイ24 第1話・第4話・第9話（2019年7月7日・8月12日・9月15日、朝日放送／テレビ朝日） - 常連の若者 役
- 悪魔の弁護人・御子柴礼司 〜贖罪の奏鳴曲〜 第7話・最終話（2020年1月18日・25日、東海テレビ） ‐ 岬洋介 役
- MIU404 第2話（2020年7月3日、TBS） - 岸拓哉 役
- 銀座黒猫物語 第7話（2020年8月27日、関西テレビ）
- 今ここにある危機とぼくの好感度について 第1話・4話・最終話＜声＞（2021年4月24日 NHK総合／2021年4月30日 NHK BS4K） - 若林慎吾アナウンサー 役

#### 報道番組
- みんなのニュース 第1部「みんなのニュース Hop!」（2016年5月5日 - 9月29日、フジテレビ） - 木曜Hopper
- みみよりライブ 5up!（2018年4月9日 - 2020年12月、広島ホームテレビ）[6] - 木曜レギュラー
- #くらしを遊ぼう! Presented by エディオン蔦屋家電（2019年10月9日 -、広島ホームテレビ） - 毎月第2・第4水曜 ナビゲーター

#### バラエティ
- 炎の体育会TV（2013年3月2日 、11月23日、12月14日、2014年2月1日、2015年1月1日、TBS）
- 她的选择in神户（2016年1月 - 全四集、中国バラエティ番組）
- 幸せ追求バラエティ 金曜日の聞きたい女たち（2016年4月29日 ｰ 8月5日、フジテレビ）
- 陸海空～地球征服するなんて～マネーアース「部族が住むバヌアツ・タンナ島でイケメンたちが200万円をかけサバイバル生活に挑む」（2018年5月26日ｰ、テレビ朝日）

### 映画
- キラー・ヴァージンロード（2009年）
- 婚前特急（2011年、ビターズ・エンド・ショウゲート） - 野村健二 役
- GANTZ PERFECT ANSWER（2011年、東宝） - 地下鉄の乗客 役
- カバディーン!!!!!!〜嗚呼・花吹雪高校編〜（2014年、ユナイテッドエンタテインメント） - 伊藤 役
- ぼくたちは上手にゆっくりできない。「花火カフェ」（2015年3月、リアルコーヒーエンタテインメント） - 宮本 役
- ラブ&ピース（2015年6月、アスミック・エース）
- 樹海村（2021年2月、東映） - ラジオヘッド 役

### Webドラマ
- MARIA age19 まりあ〜心涙〜（2010年7月1日、魔法のiらんどTV） - 結城コウ 役
  - MARIA age20 まりあ〜運命〜（2010年8月1日、魔法のiらんどTV） - 結城コウ 役
- 宇宙同窓会（2020年6月6日・7日、LIVEPARK／日テレ公式YouTube） - 前野（前ちん） 役[7]

### オリジナルビデオ
- ビルド NEW WORLD 仮面ライダーグリス（2019年11月27日、東映） - 三原聖吉（黄羽） / オウルスマッシュ 役[8]

### 舞台
- 東京豪華 第13回公演「デタラム～この世界に降る雪～」（2009年1月28日 ｰ 2月1日、シアターサンモール）
- 毛皮のマリー（2009年4月1日 ｰ 5月10日、ル・テアトル銀座 by PARCO 他） - 美少年 欣也 役[9]
- BLACK PEARL（2010年4月7日 - 4月11日、紀伊國屋サザンシアター） -  戸辺勝久 役
- BLACK&WHITE 悪魔のテンシ 天使のアクマ（2010年8月28日 - 9月5月、サンシャイン劇場）
- PEACE MAKER 新撰組参上（2011年6月3日 - 12日、シアターGロッソ） - 市村鉄之助 役
- PINOCCHIO 冒険絵本ピノキオ（2011年8月12日 ｰ 8月22日、渋谷区文化総合センター大和田　さくらホール／8月25日 ｰ 8月28日、シアターBRAVA!） - 八木・ヤギ 役
- SANTA CLAUS CON-GAME（2012年5月19日 - 27日、萬劇場） - プーダス 役
- JEWELERY HOTEL（2012年7月13日 ｰ 22日、紀伊國屋ホール） - 田吾作 役[10]
- ミュージカル「熱帯男子」（2013年2月7日 ｰ 17日、全労済ホール スペース・ゼロ） ｰ 寛太 役
- 見上げればあの日と同じ空（2013年4月4日 - 15日、紀伊國屋ホール） - 渡辺正一 役
- MESSENGER BLUES（2013年5月1日 - 6日、萬劇場）- 松田和尚 役
- 結晶物語（2013年7月10日 - 14日、上野ストアハウス） - 凍雨 役
- 私のホストちゃん（2013年10月25日 - 11月4日、青山劇場） - 虎之助 役
- 農業系Rockミュージカル「いただきます!」〜歌舞伎町伝説〜（2014年3月20日 - 30日、新宿FACE）[11]
- タンブリング FINAL （2014年6月28日 ｰ 29日、シアターBRAVA!／7月16日 ｰ 21日、赤坂ACTシアター） - 水野和博 役[12]
- 私のホストちゃん〜血闘!福岡中洲編〜（2014年12月12日、日本青年館） - ゲスト出演
- POTLUCK FESTA 2015～即興芝居×即プレビュー×プロレス!?～（2015年1月17日、ディファ有明）[13]
- おおきく振りかぶって 夏の大会編（2018年9月6日 - 30日、サンシャイン劇場 他） - 滝井明也 役
- 一人舞台「よりによって」（2019年2月1日 - 4日、千本桜ホール） ｰ 脚本・出演[14][15]
- 七転抜刀！戸塚宿（2020年1月10日 - 31日、Bunkamuraシアターコクーン／2月20日 - 26日、COOL JAPAN PARK大阪 WWホール）[16]
- タクリエイト旗揚げ公演「僕らが鎌倉に来たのは、ただしらす丼を食べるため」（2020年3月17日 - 22日、浅草九劇）- 脚本・演出／ひよこ 役[17] ＊全公演中止
- 赤シャツ（2021年9月5日 - 20日、東京建物Brillia HALL／9月25日 - 28日、森ノ宮ピロティホール） - うらなり（英語教師 古賀）役[18]
- 朗読劇「怪人二十面相」（2021年11月12日・13日、浅草花劇場）- 小林芳雄 役
- ようこそ、ミナト先生（2022年6月4日 - 19日、新国立劇場 中劇場／6月29日 - 7月3日、梅田芸術劇場 メインホール） - 辻健太郎 役[19]

### ネット配信
- おつまみ研究所（2018年5月27、クックパッドTV）
- キレイを磨く！エクストリームBeauty（2018年7月24日、DHCテレビ）
- 陸海空 イケメンマネーアース（2018年7月22日 -、AbemaTV） - レギュラー
- Guu Gooチャンネル（2019年8月20日 -、YouTube）
- Mプロダクションチャンネル（2019年 -、ニコニコチャンネル）

### イベント
- Amuse presents SUPER ハンサム LIVE
  - SUPERハンサムLIVE2009 ♂男da男♂（2009年12月29日・30日） - 小ハンサム
  - SUPERハンサムLIVE2011（2011年12月26日 - 28日、パシフィコ横浜）[20]
  - SUPERハンサムLIVE2012（2012年12月26日 - 28日、パシフィコ横浜）[21]
  - SUPERハンサムLIVE2013（2013年12月26日・27日、舞浜アンフィシアター）[22]
  - SUPERハンサムLIVE2014（2014年12月26日 - 28日、パシフィコ横浜）[23]
  - HANDSOME FESTIVAL 2016（2016年12月17日 - 18日、TOKYO DOME CITY HALL ／12月29日、東京国際フォーラム ホールA）[24][25]
  - 15th Anniversary SUPER HANDSOME LIVE「JUMP↑ with YOU」（2020年2月15日夜公演、両国国技館）[26]
- 広島人による広島人のためのライブ（2016年9月26日、バロックカフェ）
- 漫才特化ライブ「激漫」（2017年4月27、新宿ハイジアV-1）ｰ ゲスト出演
- 怪談トークライブ呪話器 vol.5（2017年8月15、下北沢シアターミネルヴァ）
- とりあえずライブ VOL.40～10周年記念（2017年8月17日、千川BeachⅤ）
- NIKKI Vol.10（2017年9月2日、下北オープンイノベーション）
- conte project MIX#1 「へんなの。｣（2017年9月24日、神保町花月）
- ナルシストライブ～毎年恒例ハロウィンライブ～（2017年10月31日、新宿ロフトプラスワン）
- 2周年です、ハチ公前広場から、渋谷のラジオ 87.6MHz（2018年4月1日、ハチ公前特設ステージ）
- オジンオズボーンの特撮トークライブVOL.18～祝！ゴーオンジャー10years発売決定！永久保存BANGライブ！～（2018年4月28日、ネイキッドロフト）
- オジンオズボーンの特撮トークライブVOL.19～ゲスト北都三羽ガラスでトークしまっしゅ～（2018年9月1日、ネイキッドロフト）
- 会えるテレビ！HOMEぽるフェス2018 in 基町・紙屋町（2018年10月6日 - 7日、基町クレドホール ）
- Act Against AIDS 2018「THE VARIETY 26」〜遂に！俳優だけの武道館ライブ!!…大丈夫なのか〜〜！？〜（2018年12月1日、日本武道館）
- まつフェス！2019 〜歌って騒いで笑って泣いて？〜（2019年10月14日、新宿グラムシュタイン）
- Act Against Anything VOL.1「THE VARIETY 27」（2020年12月1日、日本武道館）[27] ＊有観客中止、生配信
- 吉村卓也 バースデーイベント〜宴〜（2022年4月3日、渋谷LOFT9）[28] 2月12日からの延期

### ラジオ
- 渋谷のラジオの学校（2016年4月5日 - 2020年9月29日、コミュニティFM） - 火曜23時
- NACK5 SUMMER SPECIAL POPPIN FESTIVAL（2020年8月2日、FM NACK5）

### CM
- INTLOOP株式会社「企業広告」（2019年ｰ2020年）

### MV
- 川月みか「YOU」（2022年7月）

### コラム
- スターを見つけ出せ！（2016年7月5日 -、高校野球ドットコム）
- ホンシェルジュ 本棚ストーリー（2018年12月28日 - 2021年4月1、ホンシェルジュ）

### その他
- ふたりごと。（2011年5月25日発売、集英社ピンキー文庫、著：榊あおい） - カバーモデル
  - ふたりごと。secret 7 stories（2012年4月25日発売、集英社ピンキー文庫、著：榊あおい） - カバーモデル

## 脚本

### ドラマ

#### オーディオドラマ
- NUMA
  - 300年後の日本昔ばなし リーマン太郎（2021年4月1日）
  - あいつとこいつ（2021年4月1日）
  - 親切な隣人（2021年4月1日）
  - 孤高の脳トロハンター（2021年7月21日 - 全5話）脚本・監督・出演 - ASMRハンター 役 [29]
  - モウソウクッキング（2021年12月1日 - 全3話）脚本・演出[30]
  - ラビリンス・ファイト-男女の駆け引き-（2022年5月1日 ｰ 全6話）脚本・演出[31]

#### Webドラマ
- 可愛くなったらさようなら（2022年5月9日 - 6月27日 全8話、VISION）[32]

### 舞台
- 一人舞台「よりによって」（2019年2月1日 - 4日、千本桜ホール） ｰ 脚本・出演
- タクリエイト旗揚げ公演「僕らが鎌倉に来たのは、ただしらす丼を食べるため」（2020年3月17日 - 22日、浅草九劇）- 脚本・演出・出演 ＊全公演中止
- 「#オーバーラック」（2023年6月2日-11日、シアターアルファ東京)- 脚本・演出
- 「同姓同名」(2024年5月7日-12日、三越劇場)- 脚本・演出
- 「全員犯人、だけど被害者、しかも探偵」（2025年4月23日 - 29日、博品館劇場） - 脚本・演出[33]

## 作品

### DVD
- FRAGILE（2009年4月1日、リバプール株式会社 ）